# Steal This Album!
Steal This Album! je třetí studiové  album americké skupiny System of a Down. Produkoval jej Rick Rubin.
Toto album bylo vydáno krátce poté, co se kolekce MP3 pod názvem Toxicity 2 objevila na internetu. Skupina vyjádřila zklamání nad tím, že jejich fanoušci poslouchali nedokončený materiál a uvolnili finální verze uniklého materiálu. Ne všechny písničky z uniklého CD se dostaly na Steal This Album! (například „Virginity“) a některé nové písničky přibyly (například „Roulette“). Mnoho jmen písniček, textů a melodií bylo změněno, finální album se tedy znatelně liší od uniklého materiálu.
V médiích se často objevoval názor, že Steal This Album! je kolekce písní, které se nevešly na album Toxicity (podobně jako Load/ReLoad od Metallicy či Reise, Reise/Rosenrot od Rammstein), skupina ale tvrdí, že písně jsou stejné kvality jako ty na Toxicity. Zpěvák Serj Tankian řekl, že písně nebyly v Toxicity, protože „narušovaly celkovou kontiunitu alba“.

## Seznam skladeb
- Všechny skladby napsal Serj Tankian a Daron Malakian, pokud není psáno jinak.

| Pořadí | Název                          | Autor                                                  | Délka |
| ------ | ------------------------------ | ------------------------------------------------------ | ----- |
| 1.     | Chic 'N' Stu                   |                                                        | 2:23  |
| 2.     | Innervision                    |                                                        | 2:33  |
| 3.     | Bubbles                        |                                                        | 1:56  |
| 4.     | Boom!                          |                                                        | 2:14  |
| 5.     | Nüguns                         |                                                        | 2:30  |
| 6.     | A.D.D. (American Dream Denial) |                                                        | 3:17  |
| 7.     | Mr. Jack                       |                                                        | 4:09  |
| 8.     | I-E-A-I-A-I-O                  | Tankian, John Dolmayan, Shavo Odadjian, Daron Malakian | 3:08  |
| 9.     | 36                             |                                                        | 0:46  |
| 10.    | Pictures                       |                                                        | 2:06  |
| 11.    | Highway Song                   |                                                        | 3:13  |
| 12.    | Fuck the System                |                                                        | 2:12  |
| 13.    | Ego Brain                      |                                                        | 3:23  |
| 14.    | Thetawaves                     |                                                        | 2:36  |
| 15.    | Roulette                       |                                                        | 3:21  |
| 16.    | Streamline                     |                                                        | 3:37  |

### Uniklá verze ("Toxicity II")
Hlavní rozdíl mezi uniklou verzí a albem Steal This Album! samotným je v první řadě absence Malakianových vokálů, ale také rozdílné Tankianovy vokály.
| #  | Toxicity II                                      | Steal This Album!                       |
| -- | ------------------------------------------------ | --------------------------------------- |
| 1  | "Everytime"                                      | "Boom!"                                 |
| 2  | "Streamline" (Demo)                              | "Streamline"                            |
| 3  | "Cherry" (Virginity)                             |                                         |
| 4  | "Census" (Waiting for you v.1)                   | "Thetawaves"                            |
| 5  | "American Dream" (We don't give a)               | "A.D.D." (American Dream Denial)        |
| 6  | "Side of the Freeway"                            | "Mr. Jack"                              |
| 7  | "On My Mind"                                     | "Pictures"                              |
| 8  | "Want Me to Try"                                 | "Highway Song"                          |
| 9  | "K.I.T.T." (Why)                                 | "I-E-A-I-A-I-O"                         |
| 10 | "Chupa Capra" (Power Struggle)                   | "Bubbles"                               |
| 11 | "Therapy"                                        | "Chic 'N' Stu"                          |
| 12 | "Forever" (Outer Space)                          |                                         |
| 13 | "Your Own Pace"                                  | "36"                                    |
| 14 | "Defy You"                                       | "Nüguns" (same music, different lyrics) |
| 15 | "Census" (Rougher Version) (Waiting for you v.2) | "Thetawaves"                            |